# Combretum assimile
Combretum assimile är en tvåhjärtbladig växtart som beskrevs av August Wilhelm Eichler. Combretum assimile ingår i släktet Combretum och familjen Combretaceae. Inga underarter finns listade i Catalogue of Life.